# Zeleja solitaria
Zeleja solitaria är en insektsart som beskrevs av Melichar 1915. Zeleja solitaria ingår i släktet Zeleja och familjen Lophopidae. Inga underarter finns listade i Catalogue of Life.